# Georgiana (Vorname)
Georgiana ist ein Vorname.

## Herkunft und Varianten
Der Name wird vor allem im Rumänischen und Englischen verwendet und ist eine weibliche Form von Georg.
Varianten sind Georgeta (rumänisch) sowie Georgeanna, Georgia, Georgina  und Jorja (englisch).

## Bekannte Namensträgerinnen
- Georgiana Archer (1827–1882), schottische Lehrerin und Gründerin von Instituten und Vereinigungen für Bildung und Heilberufe
- Georgiana Cavendish, Duchess of Devonshire (1757–1806), britische Adlige
- Georgiana Chatterton (1806–1876), britische Schriftstellerin
- Georgiana Huntly McCrae (1804–1890), schottisch-australische Malerin und Tagebuchschreiberin
- Raluca Georgiana Șerban (* 1997), rumänische Tennisspielerin
- Georgiana Tites (* 1992), rumänische Gewichtheberin